# La Laguna, Tanquián de Escobedo
La Laguna är en ort i Mexiko.   Den ligger i kommunen Tanquián de Escobedo och delstaten San Luis Potosí, i den sydöstra delen av landet, 250 km norr om huvudstaden Mexico City. La Laguna ligger 48 meter över havet och antalet invånare är 169.
Terrängen runt La Laguna är platt. Runt La Laguna är det ganska glesbefolkat, med 34 invånare per kvadratkilometer. Närmaste större samhälle är Tanquián de Escobedo, 3,4 km väster om La Laguna. Trakten runt La Laguna består till största delen av jordbruksmark.